# WKT
WKT (Well-known text) — текстовый формат представления векторной геометрии и описания систем координат. Для хранения этой же информации в базах данных используется двоичный эквивалентный формат- WKB (Well-Known Binary). Форматы являются частью технологии "Simple Feature Access", созданной для предоставления общего интерфейса для обмена пространственными данными между различными программами и сервисами.

## История
Форматы были первоначально определены Open Geospatial Consortium (OGC) в документе OGC 99-049. В настоящее время актуальная редакция — OGC 06-103r3 и проект новой редакции OGC 06-104r3.

## Well-known text

### Геометрия
WKT может представлять следующие геометрические объекты:
- Geometry
- Point, MultiPoint
- LineString, MultiLineString
- Polygon, MultiPolygon, Triangle
- CircularString
- Curve, MultiCurve, CompoundCurve
- CurvePolygon
- Surface, MultiSurface, PolyhedralSurface
- TIN (Triangulated irregular network)
- GeometryCollection

Координаты для геометрии могут быть 2D (x, y), 3D (x, y, z), 4D (x, y, z, m) со значением m которое является частью системы linear referencing system или 2D со значением m (x, y, m). Пустые геометрии, которые не содержат координат, могут быть указаны с помощью символа EMPTY после имени типа.
WKT используется во всех спецификациях OGC и поддерживается в приложениях, которые реализуют эти спецификации. Например, PostGIS содержит функции, которые могут преобразовывать геометрию в представление WKT и из него, делая их удобочитаемыми для человека.
Полезно отметить, что стандартное определение OGC требует, чтобы Polygon имел замкнутую топологию. В нем также говорится, что если LineRing в представлении Polygon определено в направлении против часовой стрелки, оно будет внешним. Любые внутренние (дырки) LineRing должны быть определены противоположным образом по сравнению с внешним кольцом, в данном случае по часовой стрелке.
| Тип        | Примеры                                                                     | Примеры                                       |
| ---------- | --------------------------------------------------------------------------- | --------------------------------------------- |
| Point      |                                                                             | POINT (30 10)                                 |
| LineString |                                                                             | LINESTRING (30 10, 10 30, 40 40)              |
| Polygon    |                                                                             | POLYGON ((30 10, 40 40, 20 40, 10 20, 30 10)) |
| Polygon    | POLYGON ((35 10, 45 45, 15 40, 10 20, 35 10), (20 30, 35 35, 30 20, 20 30)) |                                               |

| Тип             | Примеры | Примеры                                                                           |
| --------------- | --- | --------------------------------------------------------------------------------- |
| MultiPoint      | | MULTIPOINT ((10 40), (40 30), (20 20), (30 10))                                   |
| MultiPoint      | MULTIPOINT (10 40, 40 30, 20 20, 30 10)                                                                                  |                                                                                   |
| MultiLineString | | MULTILINESTRING ((10 10, 20 20, 10 40), (40 40, 30 30, 40 20, 30 10))             |
| MultiPolygon    | | MULTIPOLYGON (((30 20, 45 40, 10 40, 30 20)), ((15 5, 40 10, 10 20, 5 10, 15 5))) |
| MultiPolygon    | MULTIPOLYGON (((40 40, 20 45, 45 30, 40 40)), ((20 35, 10 30, 10 10, 30 5, 45 20, 20 35), (30 20, 20 15, 20 25, 30 20))) |                                                                                   |

Ниже приведено несколько дополнительных примеров строк WKT: (Примечание. Каждый элемент ниже представляет собой отдельную геометрию.)
```
GEOMETRYCOLLECTION(POINT(4 6),LINESTRING(4 6,7 10))
POINT ZM (1 1 5 60)
POINT M (1 1 80)
POINT EMPTY
MULTIPOLYGON EMPTY
CIRCULARSTRING(1 5, 6 2, 7 3)
COMPOUNDCURVE(CIRCULARSTRING(0 0,1 1,1 0),(1 0,0 1))
CURVEPOLYGON(CIRCULARSTRING(-2 0,-1 -1,0 0,1 -1,2 0,0 2,-2 0),(-1 0,0 0.5,1 0,0 1,-1 0))
MULTICURVE((5 5,3 5,3 3,0 3),CIRCULARSTRING(0 0,2 1,2 2))
TRIANGLE((0 0 0,0 1 0,1 1 0,0 0 0))
TIN (((0 0 0, 0 0 1, 0 1 0, 0 0 0)), ((0 0 0, 0 1 0, 1 1 0, 0 0 0)))
POLYHEDRALSURFACE Z ( PATCHES
    ((0 0 0, 0 1 0, 1 1 0, 1 0 0, 0 0 0)),
    ((0 0 0, 0 1 0, 0 1 1, 0 0 1, 0 0 0)),
    ((0 0 0, 1 0 0, 1 0 1, 0 0 1, 0 0 0)),
    ((1 1 1, 1 0 1, 0 0 1, 0 1 1, 1 1 1)),
    ((1 1 1, 1 0 1, 1 0 0, 1 1 0, 1 1 1)),
    ((1 1 1, 1 1 0, 0 1 0, 0 1 1, 1 1 1))
  )

```

### Системы координат
WKT может описывать системы координат. Этот формат WKT был первоначально определен OGC в 1999 году, а затем расширен в 2001 году. Этот формат иногда называют «WKT 1». С развитием модели системы координат и несовместимостью реализация в разном ПО формат подвергся пересмотру. Обновленный стандарт «Well-known text representation of coordinate reference systems», иногда называемый как «WKT 2», был принят OGC  в 2015 году. Этот стандарт совместно публикуется Международной организацией по стандартизации как ISO 19162 : 2015.
В примере ниже, WKT описывает двумерную географическую систему координат начиная с оси широты, за которой описывает ось долготы. Это система координат Земли WGS84:
```
GEODCRS["WGS 84",
  DATUM["World Geodetic System 1984",
    ELLIPSOID["WGS 84", 6378137, 298.257223563, LENGTHUNIT["metre", 1]]],
  CS[ellipsoidal, 2],
    AXIS["Latitude (lat)", north, ORDER[1]],
    AXIS["Longitude (lon)", east, ORDER[2]],
    ANGLEUNIT["degree", 0.0174532925199433]]

```

Формат WKT может описывать не только географические системы координат, но также геоцентрические, проектные, вертикальные, временные и инженерные (например, систему координат, привязанную к лодке). Стандарт описывает, как объединить эти системы координат.

## Well-known binary
WKB (Well-known binary) — двоичное представление формата WKT в шестнадцатеричных строках.
Первый байт указывает порядок байт данных:
- 00 : big endian - (прямой) порядок от старшего к младшему
- 01 : little endian - (обратный) порядок от младшего к старшему

Следующие 4 байта представляют собой 32-bit unsigned integer указывающее тип геометрии:
| Type               | 2D   | Z    | M    | ZM   |
| ------------------ | ---- | ---- | ---- | ---- |
| Geometry           | 0000 | 1000 | 2000 | 3000 |
| Point              | 0001 | 1001 | 2001 | 3001 |
| LineString         | 0002 | 1002 | 2002 | 3002 |
| Polygon            | 0003 | 1003 | 2003 | 3003 |
| MultiPoint         | 0004 | 1004 | 2004 | 3004 |
| MultiLineString    | 0005 | 1005 | 2005 | 3005 |
| MultiPolygon       | 0006 | 1006 | 2006 | 3006 |
| GeometryCollection | 0007 | 1007 | 2007 | 3007 |
| CircularString     | 0008 | 1008 | 2008 | 3008 |
| CompoundCurve      | 0009 | 1009 | 2009 | 3009 |
| CurvePolygon       | 0010 | 1010 | 2010 | 3010 |
| MultiCurve         | 0011 | 1011 | 2011 | 3011 |
| MultiSurface       | 0012 | 1012 | 2012 | 3012 |
| Curve              | 0013 | 1013 | 2013 | 3013 |
| Surface            | 0014 | 1014 | 2014 | 3014 |
| PolyhedralSurface  | 0015 | 1015 | 2015 | 3015 |
| TIN                | 0016 | 1016 | 2016 | 3016 |
| Triangle           | 0017 | 1017 | 2017 | 3017 |
| Circle             | 0018 | 1018 | 2018 | 3018 |
| GeodesicString     | 0019 | 1019 | 2019 | 3019 |
| EllipticalCurve    | 0020 | 1020 | 2020 | 3020 |
| NurbsCurve         | 0021 | 1021 | 2021 | 3021 |
| Clothoid           | 0022 | 1022 | 2022 | 3022 |
| SpiralCurve        | 0023 | 1023 | 2023 | 3023 |
| CompoundSurface    | 0024 | 1024 | 2024 | 3024 |
| BrepSolid          |      | 1025 |      |      |
| AffinePlacement    | 102  | 1102 |      |      |

Каждый тип данных имеет уникальную структуру данных, например количество точек или линий контуров, за которыми следуют координаты в 64-bit double.
Например, геометрия POINT(2.0 4.0) представлена как: 000000000140000000000000004010000000000000, где:
- 1-byte integer 00 или 0: big endian
- 4-byte integer 00000001 или 1: POINT (2D)
- 8-byte float 4000000000000000 или 2.0: x-координата
- 8-byte float 4010000000000000 или 4.0: y-координата

## Варианты формата
EWKT и EWKB – Extended Well-Known Text/Binary
Специфичный формат PostGIS, расширенный идентификатором пространственной системы координат (SRID) и до 4-х значений ординат (XYZM).
Например: SRID=4326;POINT(-44.3 60.1) описывает долготу/широту в системе координат WGS 84.

AGF Text – Формат геометрии Autodesk
Расширение стандарта OGC (актуальное на тот момент), включающий кривые.
Наиболее заметно используется в MapGuide.

## Поддержка Базами Данных
- PostgreSQL с модулем PostGIS 2.0
- Oracle Spatial 9i, 10g, 11g
- OmniSci с версии 4.0
- MySQL с версии 4.1[6]
- MariaDB, все версии
- Neo4j[7]
- IBM DB2 LUW 9, 10 с пространственным расширителем
- IBM DB2 for z/OS 9, 10 с пространственным расширителем
- IBM Netezza с расширением Netezza
- IBM Informix 9,10,11  с модулем пространственной базы данных
- Microsoft SQL Server 2008 R2, 2012, 2014, 2016
- SpatiaLite
- Teradata 6.1, 6.2, 12, 13 (встроен в версию 13, в предыдущих версиях через плагин)
- Ingres GeoSpatial
- Altibase 5.x
- SQL Anywhere 12

## API обеспечивающие поддержку
- Apache Spatial Information System: читает и форматирует WKT 1 и 2 для систем координат и операций с ними
- Boost C++ libraries (C++): см. Geometry io/wkt
- Esri geometry-api-java
- GEOS (C/C++)

- Shapely (Python): See Shapely Documentation and Shapely in PyPI
- GeoPHP (PHP)

- GDAL (C/C++ с привязками к Java, Python, и другим)
- GeoRust: rust-wkt (привязка к Rust)
- JTS Topology Suite (Java)
- Spatial4j (Java)
- NetTopologySuite (.NET)
- OpenLayers (JavaScript)
- OpenScales (ActionScript)
- rgeo (Ruby)
- sf (R)
- Terraformer (JavaScript)
- WkbDecoder (C# .Net) WKB Parser